# Charlotte Valandrey
Charlotte Valandrey, född Anne-Charlotte Pascal den 29 november 1968 i Paris, Frankrike, död den 13 juli 2022 i samma stad, var en fransk skådespelerska och författare.

## Biografi

### Tidiga år
Valendrey föddes i Paris 1968 som Anne-Charlotte Pascal. Hon växte upp i Bretagne i nord-västra Frankrike. Från det att hon var sex år bodde familjen i kustorten Pléneuf-Val-André. Det är från den orten Valendrey tog sitt efternamn 1985.

### Privatliv
Efter att ha haft en relation med en drogmissbrukande musiker, och andra unga män i riskgrupper, diagnostiserades Valandrey med HIV 1986, strax före sin 18-årsdag. Valandrey träffade sin make Arthur Lecaisne 1999 och paret gifte sig den 17 juli samma år. I början av 2000 födde Valandrey deras dotter, Tara. Valendreys HIV smittade inte dottern. Valandrey skillde sig från sin make 2002.
I samband med skilsmässan fick Valandrey två hjärtattacker. På grund av skadorna reducerades hennes hjärtkapacitet kraftigt och Valandrey genomgick till följd av det i november 2003 en hjärttransplantation. Valandrey var ambassadör för organtransplantation i Frankrike och samarbetade med donationsregistret Greffe de Vie.
I juni 2022 behövde Valandrey ytterligare en hjärttransplantation, vilken genomfördes senare samma månad. Den 13 juli 2022, knappt en månad efter den andra transplantationen, avled Valandrey till följd av att det transplanterade hjärtat stötts bort. Hon begravdes i sin uppväxts hemstad Pléneuf-Val-André.

### Skådespelar- och författargärning
Valandrey debuterade i Véra Belmonts politiska dramafilm från 1985 Rouge Baiser. För sin roll i den filmen nominerades hon till Césarpriset 1986, i kategorin för mest lovande skådespelerska, vilket dock gick till Charlotte Gainsbourg. Samma år vann Valandrey i stället en Silverbjörn i kategorin för bästa skådespelerska. För en svensk publik är det kanske i rollen som den ryska prinsessan Sasha i filmatisering från 1992 av Virginia Woolfs roman Orlando Valandrey är mest känd.
Som författare debuterade Valandrey med den självbiografiska romanen L'Amour dans le sang 2005, i vilken hon skildrar sina kärleksförhållanden efter skilsmässan, bland annat med sin kardiolog och en arkitekt vid namn Yann, som Valandrey är övertygad om är änkling till den kvinna vars hjärta hon mottog genom transplantation. Efter att boken i mars 2007 sålt i mer än 280 000 exemplar gav Valandrey sin tillåtelse till att boken filmatiserades. Så skedde också och den premiärvisades under samma namn i november 2008 på France 3.

## Filmografi

### Skådespelare (i urval)
- 1985 – Rouge Baiser
- 1987 – Les Fous de Bassan
- 1992 – Orlando
- 1993 – En compagnie d'Antonin Artaud
- 1993 – Nestor Burma (TV-serie)
- 2002 – Napoleon (TV-serie)
- 2009 – Le Bal des actrices
- 2017 – Demain nous appartient (TV-serie)

### Röstskådespelare (i urval)
- 2005 – Gisslan
- 2005 – The Jacket
- 2005 – Ryktet går…
- 2005 – Harry Potter och den flammande bägaren
- 2009 – Law Abiding Citizen
- 2010 – The Ghost Writer